# Sanctuaire Notre-Dame-de-Bon-Secours de Champion
Pour les articles homonymes, voir sanctuaire Notre-Dame-de-Bon-Secours.
Le sanctuaire national Notre-Dame-de-Bon-Secours est un sanctuaire marial consacré à la Vierge du Bon Secours, situé dans le diocèse catholique de Green Bay (en). La chapelle se trouve dans la ville de Champion (Wisconsin, États-Unis), à environ 26 km au nord-est de Green Bay. Le sanctuaire est situé sur le site de l'apparition mariale survenue en 1859 à Adèle Brise.
Les apparitions mariales de Green Bay ont été formellement reconnues par l'évêque David L. Ricken (en) le 8 décembre 2010, devenant ainsi la première apparition mariale reconnue par l'Église catholique aux États-Unis. Il a également élevé la chapelle au rang de sanctuaire diocésain, reconnaissant sa longue histoire en tant que lieu de pèlerinage et de prière.
En 2016, la Conférence des évêques catholiques des États-Unis l'a élevé au rang de sanctuaire national.

## Localisation
Le sanctuaire est situé aux États-Unis, dans l'État du Wisconsin, dans une région rurale au Nord de Chicago, à une cinquantaine de kilomètres de la ville de Green Bay, en bordure du lac Michigan, sur la péninsule de Door.

## Historique

### Les apparitions

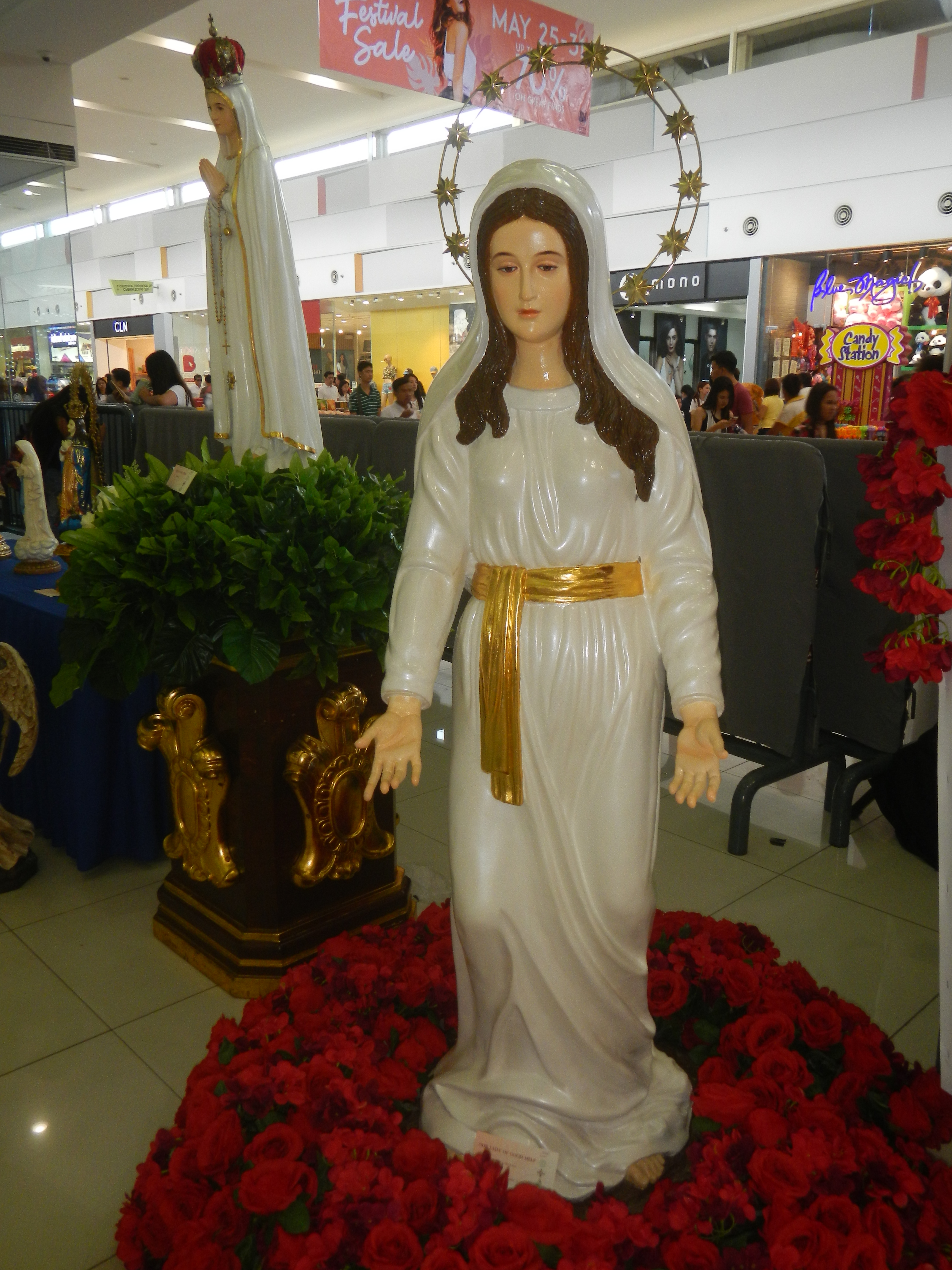
Statue représentant la Vierge telle qu'elle serait apparue à Adèle Brise.

Adèle Brise est née en Belgique en 1831. Avec ses parents, elle immigre dans le Wisconsin en 1855. Au début d'octobre 1859, Adèle indique avoir vu « une femme vêtue de blanc » et debout entre deux arbres (un tsuga et un érable). Adèle décrit la femme comme « entourée d'une lumière vive, vêtue d'un blanc éclatant avec une ceinture jaune autour de sa taille et une couronne d'étoiles au-dessus de ses mèches blondes souples ». Elle est effrayée par la vision et prie jusqu'à ce que celle-ci disparaisse. Quand elle a raconté à ses parents ce qu'elle avait vu, ils ont suggéré qu'une pauvre âme pourrait avoir besoin de prières.
Le dimanche suivant, le 9 octobre 1859, elle voit pour la seconde fois l'apparition alors qu'elle se rend à la messe dans la paroisse de Bay Settlement (en). Sa sœur et une autre femme qui étaient avec elle à ce moment-là ne voient rien. Adèle demande conseil au curé de la paroisse, et celui-ci lui répond que si elle revoyait l'apparition, elle devrait lui demander: « Au nom de Dieu, qui êtes-vous et que souhaitez-vous de moi? ».
De retour de la messe (ce même jour), elle voit l'apparition pour la troisième fois. Elle pose alors la question que lui a indiquée son curé. La dame lui répond : « Je suis la Reine du Ciel, qui prie pour la conversion des pécheurs, et je souhaite que vous fassiez de même »,. Adèle Brise reçoit de la « dame » la mission de « rassembler les enfants dans ce pays sauvage, et de leur enseigner ce qu'ils doivent savoir pour leur salut ».
Adèle Brise, qui avait 28 ans au moment de l'apparition, consacre ensuite le reste de sa vie à enseigner aux enfants. Elle va d'abord se déplacer à pied de maison en maison pour enseigner aux enfants. Puis elle ouvre une petite école. D'autres femmes la rejoignirent dans son travail et forment une communauté de sœurs selon la règle du Tiers-Ordre franciscain. Bien qu'Adèle elle-même n'ait jamais prononcé de vœux religieux, elle est parfois qualifiée du titre de « sœur » ou « religieuse ». La voyante décède le 5 juillet 1896.
Les apparitions sont officiellement reconnues par l'évêque du lieu en 2010.

### Histoire du sanctuaire

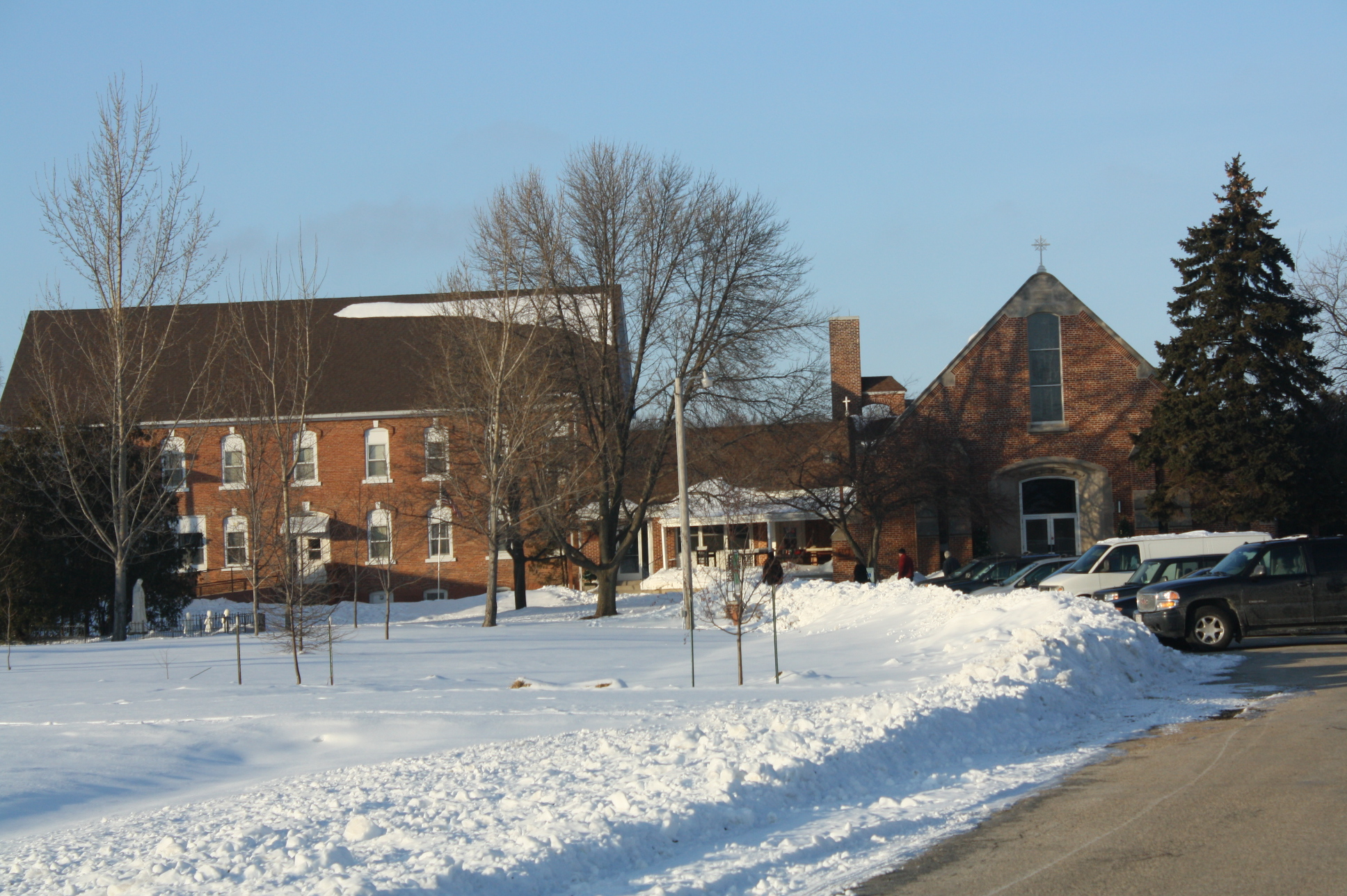
L'église et l'école qui la jouxte.

#### AuXIXesiècle
La première chapelle est construite en bois par Lambert Brise, le père d’Adèle Brise, sur le site même de l'apparition. Cette chapelle mesure 10 pieds sur 12 (soit 3 m par 3,6). Adèle fait construire une petite école à côté de la chapelle pour enseigner aux enfants de la région. Par la suite un petit couvent sera construit également sur ce lieu pour héberger les enseignantes de l'école.
En 1861, Mme Isabella Doyen fait don des 5 acres (soit 20 000 m2) entourant la chapelle, et une nouvelle église en bois, plus grande (7,3 m par 12,2) est construite en remplacement de la chapelle initiale (devenue trop petite). Cette église porte l'inscription « Notre-Dame de Bon Secours, priez pour nous », donnant au sanctuaire son nom actuel. Elle a une capacité d'environ 100 personnes.
Le site devient un lieu de pèlerinage populaire et l'église devient bientôt trop petite pour accueillir les pèlerins qui s'y rendent. Une nouvelle église en brique est construite en 1880 et consacrée par l'évêque Francis Xavier Krautbauer (en), le second évêque du diocèse catholique de Green Bay (en). Les arbres entre lesquels la Vierge serait apparue sont  abattus et l'autel de la chapelle est placé au-dessus de ce lieu.
En 1885, Adèle reçoit des dons qui lui permettent de construire une nouvelle école (plus grande) et un couvent à proximité de l'église, afin d'accueillir les enfants de la région et d'assurer leur instruction religieuse et scolaire. En plus des salles de classe, l'école intègre une salle de jeu, un salon, un dortoir et une cuisine (pour les enfants),,.

#### L'incendie de Peshtigo
Les entreprises de bois d'œuvre et les scieries exploitaient les forêts du Wisconsin, laissant des tas de sciure et de branches pendant qu'ils coupaient les arbres et exportaient les fûts. Pour se débarrasser des branchages, ils y mettaient régulièrement le feu, laissant celui-ci courir librement dans les zones défrichées puis s'éteindre avec les pluies. La technique du brûlis était aussi utilisée par les agriculteurs pour défricher leurs terres. Mais l'année 1871 avait été exceptionnellement sèche avec très peu de neige l'hiver, et aucune pluie l'été, si bien que même les cours d'eau étaient trop bas pour transporter et évacuer les bois coupés. Les feux sauvages étaient tellement importants qu'au cours de la première semaine d'octobre, les navires circulant sur le lac Michigan ou se rendant à Green Bay devaient naviguer à la boussole car la visibilité était nulle.
La nuit du 8 octobre 1871, un vent violent du Nord-Ouest se lève (attisant les feux déjà existants), et une tempête de feu débute à proximité de Peshtigo puis se répand à travers les bois et les villes, consumant tout sur son passage. Incapables de distancer les flammes, près de 2 000 personnes meurent dans le brasier géant. Lorsque l'incendie commence à brûler une grande portion de la péninsule de Door, certaines personnes supposent que, poussé par des vents violents, l'incendie va atteindre Green Bay. Alors que la tempête de feu menace la chapelle, Adèle Brise refuse de partir et organise sur place une procession pour implorer la protection de la Vierge Marie. Alors que les terrains environnants sont détruits par l'incendie, la chapelle et son terrain, ainsi que toutes les personnes qui s'y sont réfugiées, restent indemnes. L'incendie a ravagé environ 4 900 km2 et il est resté l'incendie le plus catastrophique dans toute l'histoire des États-Unis.

#### DuXXesiècleà nos jours
Les années passant, l'église devient trop vétuste et trop petite pour accueillir la foule des pèlerins. Elle est remplacée en 1942 par une nouvelle église construite sur le lieu même de l'apparition, avec le soutien de l'évêque Paul Peter Rhode (en). La consécration du nouveau bâtiment se déroule en juillet 1942.
En 1970, les bâtiments construits autour de la chapelle sont transformés en une maison de retraite, ainsi qu'en un centre d'étude biblique destiné à accueillir des sessions de formation pour les paroisses locales et des retraites spirituelles, pour des communautés tant catholiques que protestantes. En 1992, la gestion du sanctuaire est confiée  à des religieuses carmélites déchaussées, mais elles ne resteront que peu de temps. Aujourd'hui, le sanctuaire de Notre-Dame du Bon Secours est placé sous la responsabilité du diocèse de Green Bay.

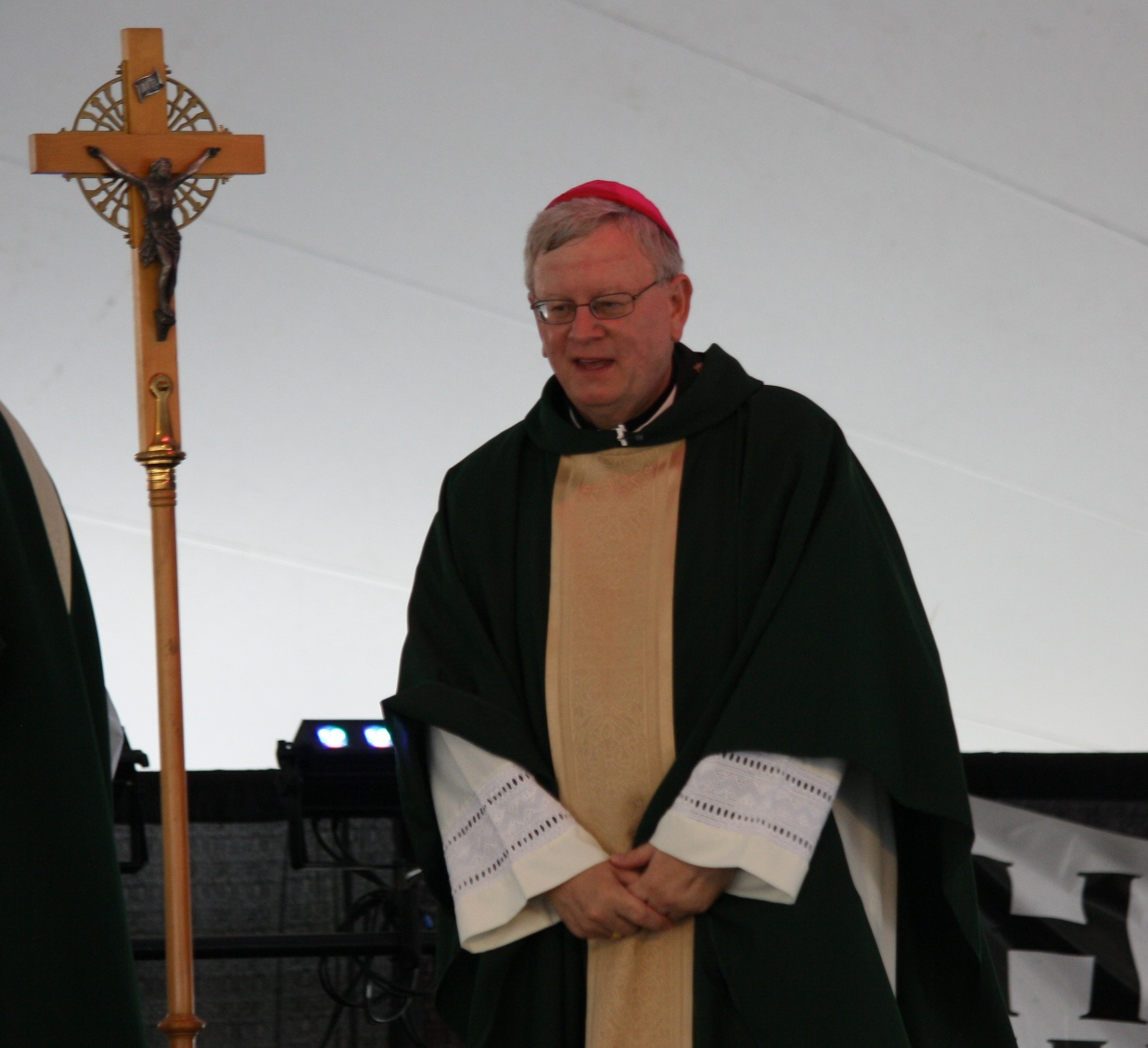
L'évêque David L. Ricken, en 2012.

Le 8 décembre 2010, la reconnaissance officielle des apparitions par David Ricken, après deux ans d'enquête, donne un rayonnement national au sanctuaire de « Notre-Dame du Bon Secours ». Cette reconnaissance fait de ce lieu la première et la seule apparition officiellement reconnue par l'Église catholique aux États-Unis (à ce jour, 2020).
Le 15 août 2016, la conférence des évêques catholiques des États-Unis déclare « sanctuaire national » le petit sanctuaire marial. À la suite de cette décision, le nom du sanctuaire est modifié en « Sanctuaire national de Notre-Dame du Bon-Secours ».
D'après les responsables du lieu, le sanctuaire reçoit la visite de plus de 100 000 pèlerins par an, des États-Unis et de l'étranger. La reconnaissance officielle des apparitions a entraîné une augmentation de la fréquentation du lieu.

## Description
L'église
L'église actuelle du sanctuaire a été construite en 1942 dans le style gothique Tudor. Elle peut accueillir environ 300 personnes dans la chapelle des apparitions (chapelle supérieure) avec un petit « oratoire des apparitions » dédié à la prière (au niveau inférieur). L'oratoire des apparitions contient également une collection de béquilles laissées « en action de grâces » par des personnes venues prier au sanctuaire,.
Les terrains du sanctuaire ont un espace extérieur pour une promenade du Rosaire et un chemin de croix.
Un petit cimetière est installé à côté de l'église. C'est dans ce lieu que repose le corps de la voyante décédée le 5 juillet 1896.
École et couvent
Une école a été très vite construite à côté de la première chapelle, par la voyante elle-même pour y accueillir les enfants de la région. Aujourd'hui, une école (reconstruite et agrandie depuis) est toujours présente au cœur du sanctuaire, ainsi que le couvent, bien que leur fonction ait évolué.

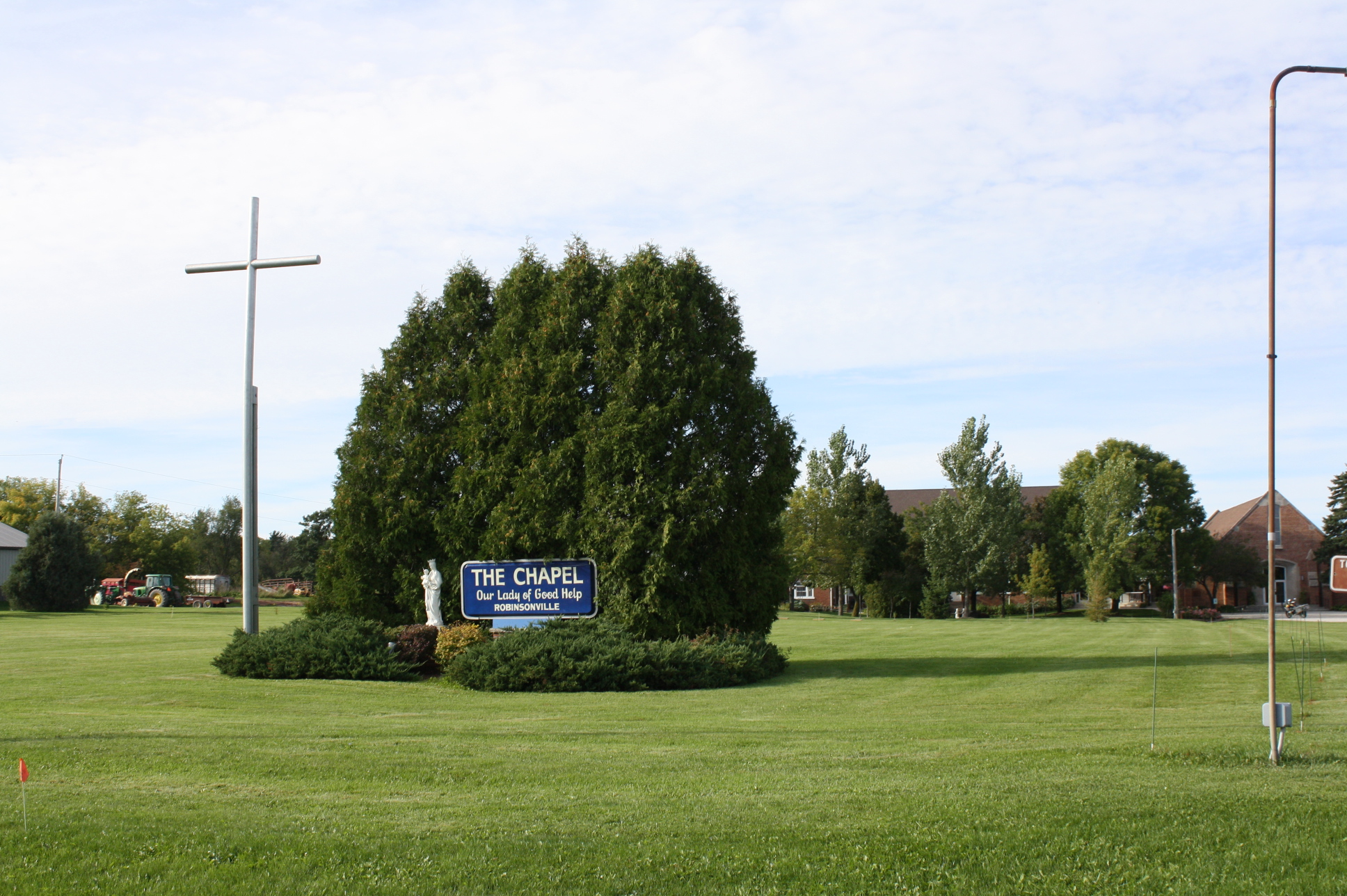
L'entrée du sanctuaire.
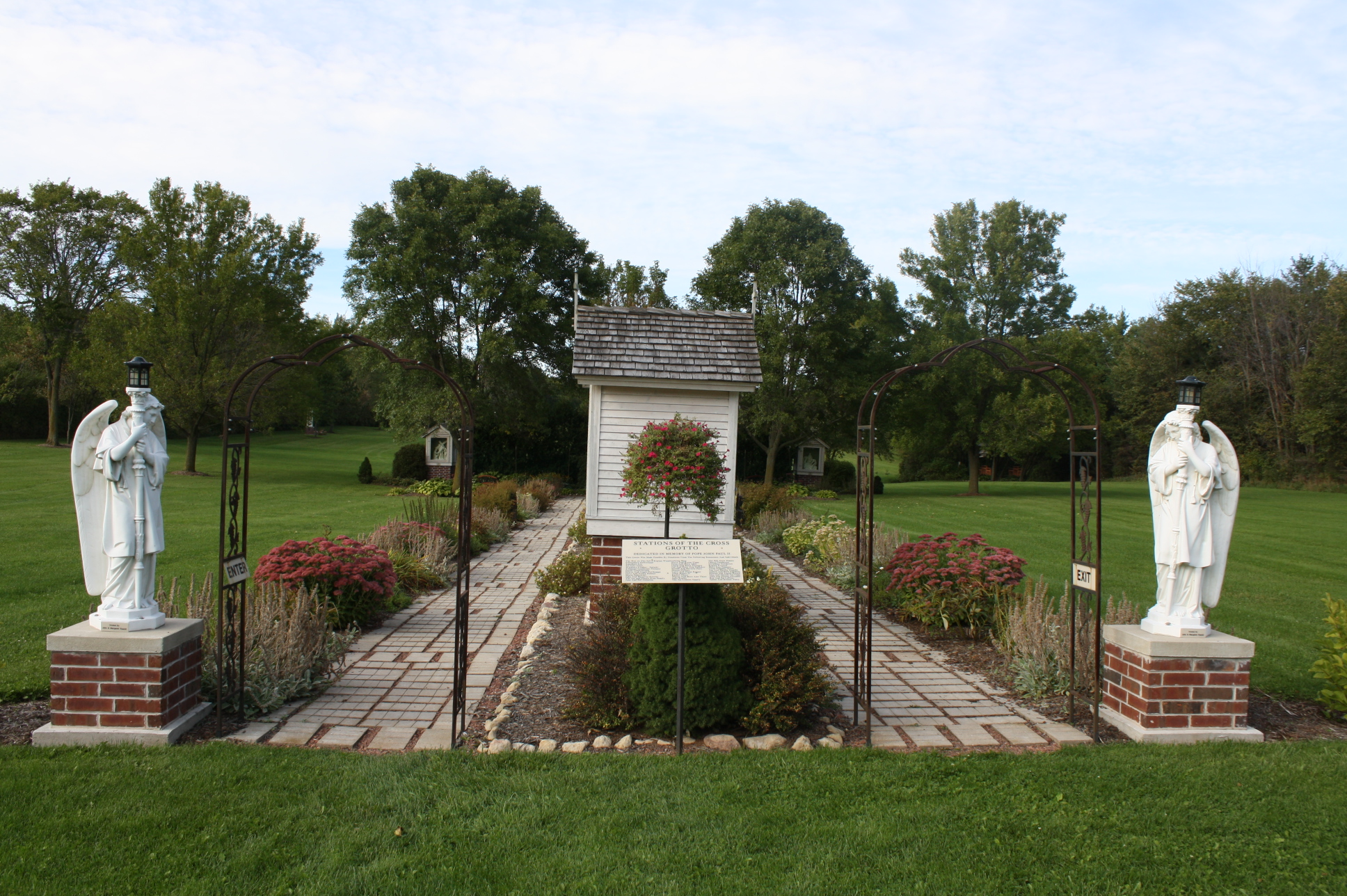
Le Chemin de croix sur le site du sanctuaire.

Activités
Le plus grand rassemblement annuel à la chapelle a lieu lors de la fête de l'Assomption de la Bienheureuse Vierge Marie, le 15 août, célébrée par une messe en plein air et une procession autour du sanctuaire.
Du fait de l'apparition mariale, et des « miracles de guérison » qui y sont rapportés, le sanctuaire est parfois appelé le « petit Lourdes du Wisconsin », par analogie aux apparitions de Lourdes et à la ville de Lourdes.